# Kim Delaney

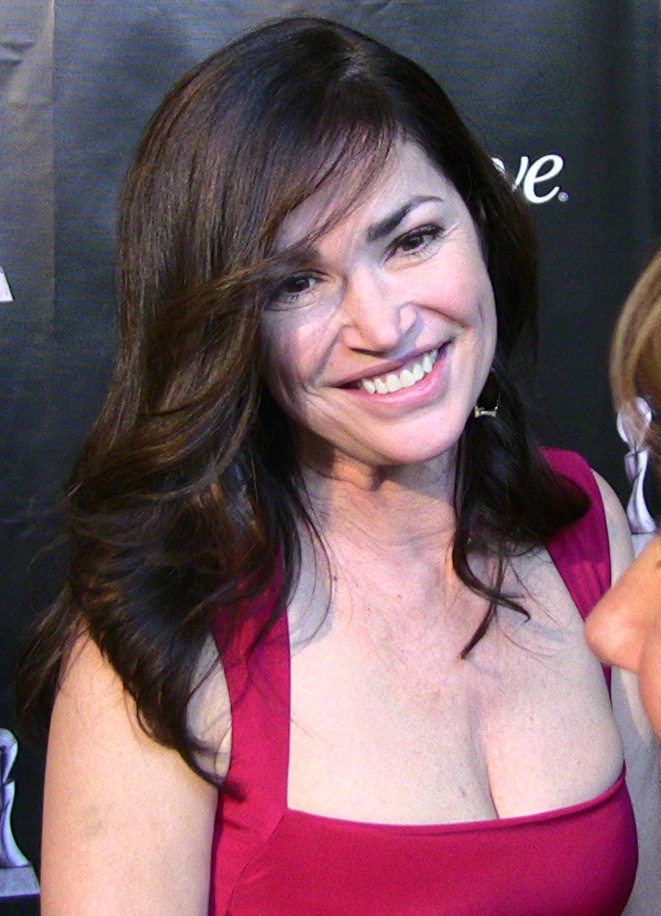
Kim Delaney (2011)

Kim Delaney (* 29. November 1961 in Philadelphia, Pennsylvania) ist eine US-amerikanische Schauspielerin.

## Leben und Karriere
Delaney ist in Philadelphia geboren und in Roxborough aufgewachsen. Ihre Eltern sind Joan and Jack. Sie hat vier Brüder.
Noch während sie an der Hallahan Catholic Girls High School war, arbeitete sie für die Agentur Elite als Model. Nach dem Abschluss ging sie nach New York City und war auch dort als Model tätig. Gleichzeitig studierte sie Schauspiel bei Bill Esper.
Ihr erster Job als Schauspielerin war 1981 die Rolle der Jenny Gardner in der Fernsehserie All My Children. Obwohl Jenny Gardner sehr populär war, entschied sich Delaney nach drei Jahren, die Serie zu verlassen. 2002 war sie in der Serie CSI: Miami zu sehen. Von 2007 bis 2012 spielte Delaney eine der Hauptrollen in der Fernsehserie Army Wives.
Delaney war zweimal verheiratet – mit den Schauspielkollegen Charles Grant und Joe Cortese, mit dem sie einen Sohn hat.

## Auszeichnungen und Nominierungen
The Q Award (Viewers of Quality Television)
- 1998 Nominierung: Beste Hauptdarstellerin
- 2000 Nominierung: Beste Nebendarstellerin

People’s Choice Award
- 2001 Nominierung: Beste Darstellerin in einer neuen Fernsehserie

TV Guide Awards
- 1999 Nominierung: Bestes Ensemble in einer Fernsehserie (Drama)

Screen Actors Guild Awards
- 1996 Nominierung: Bestes Ensemble
- 1997 Nominierung: Beste Nebendarstellerin und bestes Ensemble
- 1998 Nominierung: Beste Nebendarstellerin und bestes Ensemble
- 1999 Nominierung: Beste Nebendarstellerin und bestes Ensemble
- 2000 Nominierung: Bestes Ensemble

Golden Satellite Awards
- 1997 Nominierung: Beste Schauspielerin in einem Drama
- 1998 Nominierung: Beste Schauspielerin in einem Drama

Golden Globe Award
- 1998 Nominierung: Beste Schauspielerin in einem Drama
- 1999 Nominierung: Beste Schauspielerin in einem Drama

Emmy
- 1983 Nominierung: Beste Nebendarstellerin in einer Fernsehserie
- 1997 Beste Nebendarstellerin in einem Drama
- 1998 Nominierung: Beste Nebendarstellerin in einem Drama
- 1999 Nominierung: Beste Nebendarstellerin in einem Drama

## Filmografie (Auswahl)
- 1981–1984 All My Children (Fernsehserie 20 Folgen)
- 1986: Jungs außer Kontrolle (That Was Then... This Is Now)
- 1986: The Delta Force
- 1989–1990: NAM – Dienst in Vietnam (Tour of Duty, Fernsehserie, 18 Folgen)
- 1991: Hangfire
- 1991: Body Parts
- 1991: Der lange Weg ins Leben (Broken Cord)
- 1994: Metal Beast (Project: Metal Beast)
- 1994: Göttliche Versuchung (Temptress)
- 1994: Darkman II – Durants Rückkehr (Darkman II: The Return of Durant)
- 1995–2003: New York Cops – NYPD Blue (NYPD Blue, Fernsehserie, 132 Folgen)
- 2000: Mission to Mars
- 2001–2002: Philly (Fernsehserie, 22 Folgen)
- 2002: CSI: Miami (Fernsehserie, zehn Folgen)
- 2004: 10.5 – Die Erde bebt (10.5)
- 2005: O.C., California (The O. C., Fernsehserie, fünf Folgen)
- 2006: Nightmares & Dreamscapes: Nach den Geschichten von Stephen King (Nightmares & Dreamscapes: From the Stories of Stephen King, Fernsehserie, eine Folge)
- 2006: 10.5 – Apokalypse (10.5: Apocalypse)
- 2007–2012: Army Wives (Fernsehserie, 104 Folgen)
- 2007: Law & Order: Special Victims Unit (Fernsehserie, zwei Folgen)
- 2011: Finding a Family (Fernsehfilm)
- 2015: To Appomattox (Fernsehserie, vier Folgen)
- 2016: Murder in the First (Fernsehserie, zwei Folgen)
- 2017: Signed, Sealed, Delivered: Home Again (Fernsehfilm)
- 2017: Betting on the Bride (Fernsehfilm)
- 2018–2019: The Oath (Fernsehserie, sieben Folgen)
- 2019: Tone-Deaf
- seit 2020: General Hospital (Fernsehserie)
- 2021: The Long Island Serial Killer: A Mother’s Hunt for Justice